# 존 그레섬 메이천
존 그레샴 메이첸(John Gresham Machen, 1881년 7월 28일 ~ 1937년 1월 1일)은 20 세기 초 미국 장로교 신학자였다. 한국에서는 "그래함 메천" 이라고 불리기도 했다. 1906년부터 1929년까지 프린스턴 신학교의 신약 교수로 재직했다. 프린스턴 신학교가 고등비평을 비롯한 당대의 신학흐름을 수용하며 기존의 전통에서 이탈하자 교수직을 사임하고 웨스트민스터 신학교(Wesminster Theological Seminary)를 설립했다. 또한 1936년에는 정통장로교회(OPC)를 설립했다.
메이첸은 존스홉킨스대학과 프린스턴 신학교를 거쳐 독일 마르부르크 대학과 괴팅겐 대학에서 공부했다. 당시 유명한 자유주의 신학자인 빌헬름 헤르만에게 배우면서 신학적 정체성에 대한 고민의 시기를 가지기도 했으나, 결국 정통신학으로 돌아오게 된다. 이후 미국으로 돌아와 프린스턴 신학교에서 신약학 교수로 재직하며 "기독교의 기원"과 "그리스도의 동정녀 탄생"에 대한 중요한 논문과 단행본을 발간해 학문적 탁월함을 인정받게 된다. 또한 그가 저술한 『신약성서 헬라어 문법』은 한 세기 가까운 시간동안 헬라어 공부의 표준서로 사용되었다.
무엇보다 그의 대표작으로 미국의 대표적인 기독교 잡지 CT에서 '20세기 교회를 움직인 100권의 책'으로 선정한 《기독교와 자유주의》가 꼽힌다. “정통 기독교에 대한 고전적 변론”으로 출간 이후 지금까지 그리스도인의 사고에 깊은 영향을 미쳐 왔으며 최근 웨스트민스터 신학교 설립 90주년 기념 헌정증보판이 출간되었다. 웨스트민스터 신학교 교수회가 쓴 18편의 헌정의 글이 추가되었으며, 『기독교와 자유주의』와 웨민의 역사, 그리고 변증학, 해석학, 설교 등에 미친 메이첸 사상의 영향을 깊이 있게 논하고 있다.
메이천은 19세기 초에 일어난 신학교의 형성 이후로 프린스턴 신학의 가장 마지막 위대한 신학자로 불리우고 있다. 

## 유년시절
메이천은 1881년 7월 28일에 메릴랜드 주 볼티모어 시에서 태어났다.  그의 부모는 아서 웹스터 메이천과 메리 존스 그레섬이로 그들이 결혼했을 때는 각각 45세와 24세이었다. 부친인 아서는 성공회교도이었고, 그의 모친 메리는 장로교도 이었다.  모친인 메리는 메이천이 어린 시절부터 그에게 웨스트민스터 소요리문답을 가르쳤다. 그의 가족은 프랭클린 스트리트 장로교회를 참석하였다.  메이천은 사립 대학을 다녔으며 라틴어와 헬라어를 포함한 고전 교육을 받았다. 또한 그는 피아노를 연주하였다.  1898년, 17세에 존스 홉킨스 대학교에 학부를 장학생으로 다녔으며 1901년에는 파이 베타 카파에 졸업 후 선정되었다.  그는 그의 미래에 대한 불확실성에도 불구하고 1902년 프린스턴 신학교에서 신학을 수업하였고, 동시에 프린스턴 대학교에서 철학을 수학하였다.  

## 유명한 글

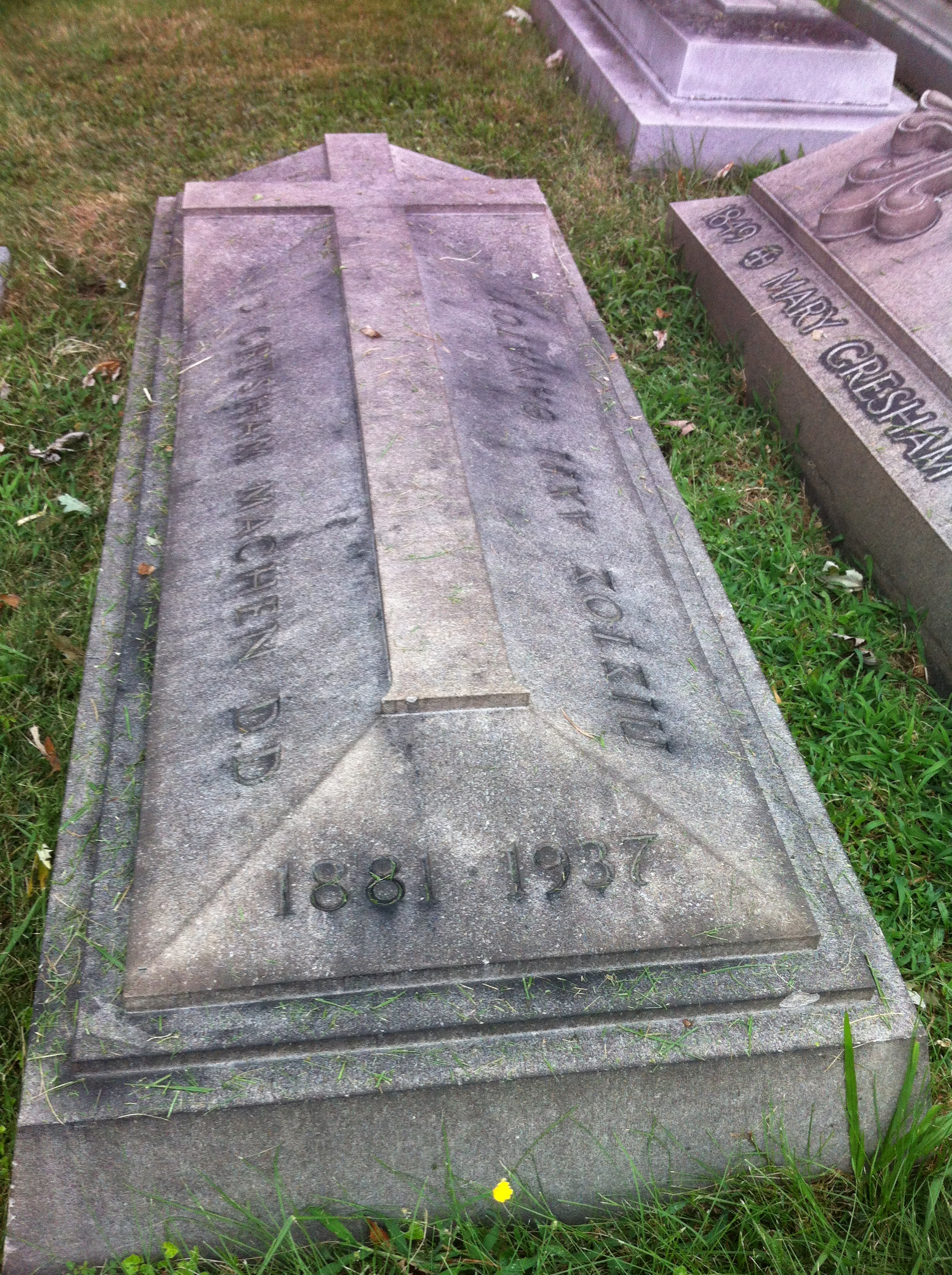
발티모아에 있는 메이천의 묘지

| “ | 복음적 교회는 신조적 교회다. | ” |

## 저서
본문에 언급된 저서 외에 메이천의 저서는 다음을 포함한다:
- The Literature and History of New Testament Times (1915)
- Recent criticism of the book of Acts (1919)
- The Origin of Paul's Religion (1921) online
- Teaching the Teacher; A First Book in Teacher Training (1921) (Contributing author)
- A Brief Bible History; a Survey of the Old and New Testaments (1922)
- New Testament Greek for Beginners (1923)
- Christianity and Liberalism  (1923) ISBN 0-8028-1121-3 (한국어판 『기독교와 자유주의』(서울:복있는사람) ISBN: 9788963603155
- What is Faith? (1925)
- The Virgin Birth of Christ (1930)
- The Christian faith in the modern world (1936)
- The Christian view of man (1937)
- God Transcendent (1949) edited by Ned B. Stonehouse from Machen's sermons, ISBN 0-85151-355-7.
- What is Christianity? And Other Addresses (1951) edited by Ned B. Stonehouse
- The New Testament : An Introduction to its Literature and History (1976) edited by W. John Cook from two sets of Machen's course materials, ISBN 0-85151-240-2.

### 번역된 저서
- 기독교와 자유주의 ( 복있는 사람, 2019)

## 같이 보기
- 코닐리어스 반틸

## 참고 문헌
- Coray, Henry W. (1981). J. Gresham Machen: A Silhouette. Grand Rapids 1981, Kregel Publications. ISBN 0-8254-2327-9.
- Gatiss, L (2008). Christianity and the Tolerance of Liberalism: J.Gresham Machen and the Presbyterian Controversy of 1922-1937. London, Latimer Trust ISBN 978-0-946307-63-0
- Hart, D. G. (2003). Defending the Faith: J. Gresham Machen and the Crisis of Conservative Protestantism in Modern America. P & R Publishing. ISBN 0-87552-563-6
- Machen, J. Gresham (1923). Christianity and Liberalism. Wm. B. Eerdmans Publishing Company. ISBN 0-8028-1121-3
- Marsden, George M.. "Understanding J. Gresham Machen." In Understanding Fundamentalism and Evangelicalism p. 182-201. Grand Rapids 1991, Eerdmans. ISBN 0-8028-0539-6.
- Noll, M. A. (1988). "John Gresham Machen". In S. B. Ferguson, D. F. Wright, and J. I. Packer (Eds.), The New Dictionary of Theology. Inter-Varsity Press, Leicester. ISBN 0-8308-1400-0
- Stonehouse, Ned B. (1987). J. Gresham Machen - A Biographical Memoir (3rd ed.). Banner of Truth Trust, Edinburgh. ISBN 0-85151-501-0. (Republished by the Committee for the Historian of the Orthodox Presbyterian Church. ISBN 0-934688-97-4.)